# فاطمه مسعودی‌فر
فاطمه مسعودی‌فر (زاده ۵ اسفند ۱۳۷۴) بازیگر ایرانی است. او ابتدا در تئاتر مشغول به فعالیت بود و چند سال بعد با انجام اولین کار تصویری خود در فیلم پوست چنان درخشید که نامزد دریافت جایزه بهترین بازیگر زن از جشن حافظ شد و نام خود را بر سر زبان ها انداخت. پس از آن با بازی در سریال جیران ایفاگر یکی از سخت ترین نقش های تاریخ نمایش خانگی ایران (سارای گرجی) شد. با این حال، او با نمایش استعداد بی نظیر خود نه تنها از پس اجرای این نقش سخت برآمد، بلکه برای اولین سریال خود نیز نامزد دریافت جایزه از جشن حافظ شد.

## زندگی و حرفه
فاطمه مسعودی‌فر در سال ۱۳۷۴ در تبریز متولد شد. او در دانشگاه تبریز در رشتهٔ ادبیات انگلیسی تحصیل کرد و همان زمان به اجرای نمایشنامه‌هایی در دانشگاه پرداخت.
اولین تجربهٔ بازیگری مسعودی‌فر با بازی در فیلم پوست (۱۳۹۷) به کارگردانی بهرام و بهمن ارک رقم خورد؛ فیلمی که اولین بار در جشنوارهٔ فیلم فجر اکران شد. او پس از اینکه یکی از کارگردانان اجرای او را در یک تئاتر دید، برای این نقش انتخاب شد. مسعودی‌فر پس از آن در مجموعهٔ تاریخی جیران در نقش سارای گرجی ظاهر شد. نقش آفرینی در فیلم های سینمایی آپاراتچی و دختران دریا و همچنین سریال زخم کاری از دیگر فعالیت های اوست. او فعالیت‌های تئاتر را هم در کنار بازیگری در سینما، انجام می‌دهد.
وی از جمله معتقدان به قانون جذب است. او در یکی از مصاحبه هایش گفته: رسیدن من به چیزهایی که می‌خواستم از گذشته، با تصور این جایگاه شروع شد. به نظرم هر شخص اگر در مسیر خواسته‌هایش زیست کند، هر طور شده راهش پیدا می‌شود و به هدفش خواهد رسید.

## فیلم‌شناسی

### سینما
| سال  | عنوان       | نقش   | کارگردان             |
| ---- | ----------- | ----- | -------------------- |
| ۱۳۹۸ | پوست        | مارال | بهمن ارک و بهرام ارک |
| ۱۳۹۹ | دختران دریا | حدیث  | علیرضا امینی         |
| ۱۴۰۲ | آپاراتچی    | ترلان | قربانعلی طاهرفر      |

### نمایش خانگی
| سال       | عنوان               | نقش         | کارگردان         | پلتفرم |
| --------- | ------------------- | ----------- | ---------------- | ------ |
| ۱۴۰۰      | جیران               | سارای گرجی  | حسن فتحی         | فیلیمو |
| ۱۴۰۲–۱۴۰۳ | شب‌های مافیا: زودیاک | خودش        | محمدرضا رضاییان  | فیلیمو |
| ۱۴۰۳      | زخم کاری ۳          | انسیه طلوعی | محمدحسین مهدویان | فیلیمو |

## تئاتر
| سال  | عنوان                        | نقش         |
| ---- | ---------------------------- | ----------- |
| ۱۳۹۴ | خانهٔ برناردا آلبا            | آنگوستیاس   |
| ۱۳۹۴ | سوء تفاهم                    | ماریا       |
| ۱۳۹۵ | زمستان ۶۶                    | نویسندهٔ زن  |
| ۱۳۹۶ | زنی که تابستان گذشته وارد شد | سارا        |
| ۱۳۹۷ | مرگ فروشنده                  | لیندا لومان |
| ۱۳۹۷ | پدر                          | لورا        |
| ۱۴۰۱ | لیبرو                        | -           |
| ۱۴۰۳ | نیوجرسی                      | ایلناز      |

## جوایز و نامزدی‌ها
| جایزه      | سال  | دسته‌بندی                        | کار نامزد شده | نتیجه    | م     |
| ---------- | ---- | ------------------------------- | ------------- | -------- | ----- |
| جایزهٔ حافظ | ۱۴۰۰ | بهترین بازیگر زن سینما          | پوست          | نامزدشده | [ ۴ ] |
| جایزهٔ حافظ | ۱۴۰۲ | بهترین بازیگر زن درام تلویزیونی | جیران         | نامزدشده | [ ۵ ] |
| جایزهٔ حافظ | ۱۴۰۳ | بهترین بازیگر زن سینما          | آپاراتچی      | نامزدشده | [ ۶ ] |